# Helmut Böck
Helmut Böck (* 14. Februar 1931 in Nesselwang) ist ein ehemaliger deutscher Ski Nordisch- und Skilanglauf-Sportler. Er war Mitglied der Nordischen Ski-Nationalmannschaft und nahm in den 1950er Jahren zweimal an Olympischen Winterspielen teil. 
Bei den Olympischen Winterspielen 1952 in Oslo nahm er am 18 km-Langlauf- und am Kombinationswettbewerb teil, kam jedoch nicht ins Ziel. Am Eröffnungstag der Spiele (15. Februar) war er Fahnenträger beim Einzug der bundesdeutschen Mannschaft ins Bislett-Stadion. 1955 wurde er Deutscher Meister in der Nordischen Kombination. Bei den Olympischen Winterspielen 1956 in Cortina d’Ampezzo erreichte er in der Nordischen Kombination den 19. Platz. 
Sein Verein ist der Skiclub seines Wohnortes Nesselwang im Allgäu, mit Gründungsjahr 1910 einer der ältesten deutschen Skiclubs, dessen Vorsitzender er zeitweise war und Ehrenvorsitzender er ist. Helmut Böck koordinierte auch die Bauarbeiten für das 2007 eröffnete Trendsport- und Biathlonzentrum in Nesselwang-Wank.
Sein Vater Ludwig Böck (1902–1960), Teilnehmer der Winterolympiade 1928 in St. Moritz (7. Platz in der Nordischen Kombination), wurde Berufsskilehrer, errichtete 1933 ein heute nach ihm benanntes Sportheim am Nesselwanger Hausberg Alpspitz, 1935 die erste Skischule in Nesselwang, nach dem Zweiten Weltkrieg für seine Gäste den ersten Schlepplift am Gipfelhang der Alpspitz und legte somit wesentliche Grundlagen zur Erschließung des Berges als Skigebiet und zum Image Nesselwangs als „Skihochburg“. 